# 务安国际机场

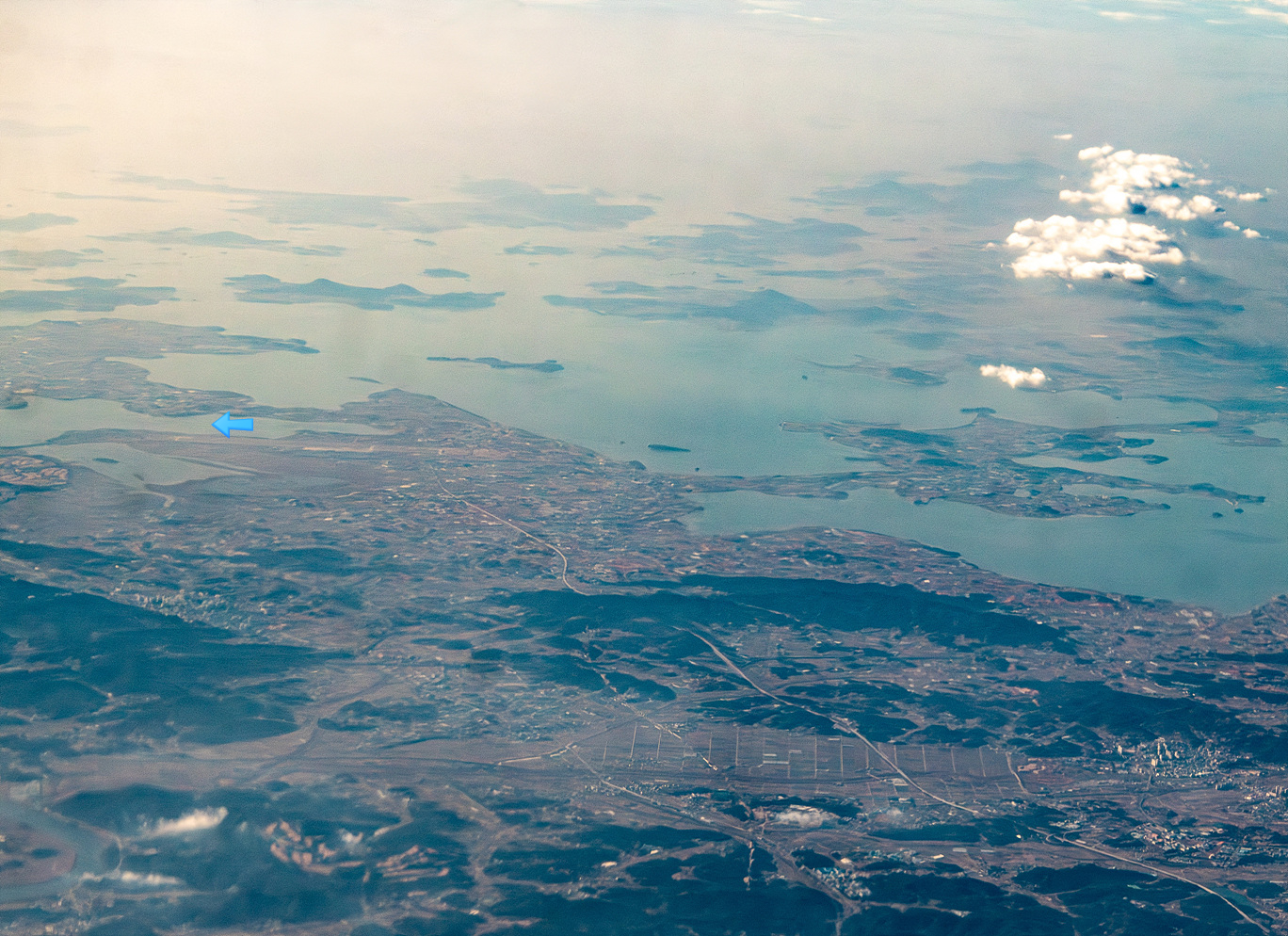
务安国际机场鸟瞰图

務安國際機場（：／ Muan Gukje Gonghang */?）位于韓國全羅南道務安郡，邻近光州廣域市和木浦市，機場現由韓國機場管理公社（KAC）管理。

## 歷史
務安國際機場於1997年動工興建，預計轉移老舊的木浦機場及位於光州市區的光州機場的飛航業務，機場面積廣大，達到90,692平方公尺，設國際及國內兩航廈，計畫年旅客處理量520萬名人次。2007年11月9日，機場正式營運；2008年，機場聯外交通務安光州高速公路通車，同年5月起光州機場的國際線民航業務全數轉移。
機場營運初期，包含韓國的大韓航空、韓國韓亞航空、中國的深圳航空、中國東方航空、中國南方航空及台灣的復興航空等數家航空公司進駐飛航，情勢一度大好。然而，機場位置較原光州機場偏離市區，交通不便的問題逐漸發酵，光州機場國內航線始終無法成功轉移，加上韓國高速鐵路湖南線的竞争，導致飛航務安國際機場誘因不足，跑道使用率較低。2013年後，隨著濟州航空等航空公司進駐，使用率逐步提升。。

## 航空公司與航點
國內線
| 航空公司 | 目的地 |
| -------- | ------ |
| 濟州航空 | 濟州   |
| 真航空   | 濟州   |

國際線
| 航空公司   | 目的地                                       |
| ---------- | -------------------------------------------- |
| 濟州航空   | 張家界、台北-桃園、長崎、曼谷-蘇凡納布、亞庇 |
| 真航空     | 台北-桃園、東京-成田、大阪-關西              |
| 長龍航空   | 杭州                                         |
| 四川航空   | 張家界                                       |
| 柬埔寨航空 | 暹粒                                         |

## 外部連結
- 務安國際機場 （页面存档备份，存于）（英文）（日語）（简体中文）